# اسکی‌محله (آمل)
اسکی محله ، روستایی از توابع بخش مرکزی شهرستان آمل در استان مازندران ایران است.

## جمعیت
این روستا در دهستان هرازپی جنوبی قرار دارد و براساس سرشماری مرکز آمار ایران در سال ۱۳۸۵، جمعیت آن ۷۷۰ نفر (۱۹۹خانوار) بوده‌است.